# Karl-Heinz Menz

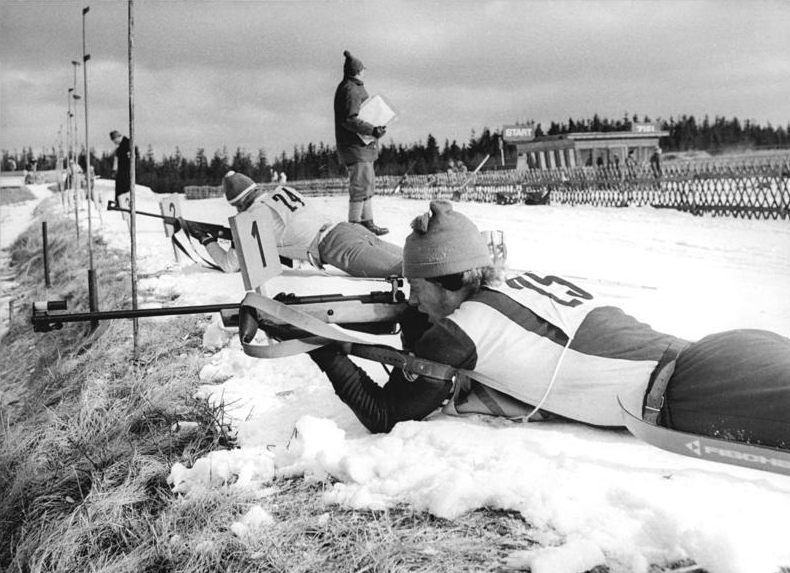
Karl-Heinz Menz (hinten, Nr. 24) und Klaus Siebert (vorn, Nr. 25) am Schießstand während des Einzel-Wettkampfes bei den DDR-Meisterschaften im Biathlon 1976

Karl-Heinz Menz (* 17. Dezember 1949 in Tambach-Dietharz) ist ein ehemaliger deutscher Biathlet.
Er gewann mit der DDR-Staffel bei den Olympischen Spielen 1976 in Innsbruck als Startläufer zusammen mit Manfred Geyer, Frank Ullrich und Manfred Beer die Bronzemedaille. Im Einzel konnte er international keine vorderen Platzierungen belegen.